# Saint-Marc-du-Cor
Saint-Marc-du-Cor és un municipi francès, situat al departament del Loir i Cher i a la regió de Centre – Vall del Loira. L'any 2007 tenia 183 habitants.

## Demografia

### Població
El 2007 la població de fet de Saint-Marc-du-Cor era de 183 persones. Hi havia 76 famílies, de les quals 20 eren unipersonals (8 homes vivint sols i 12 dones vivint soles), 32 parelles sense fills i 24 parelles amb fills.
La població ha evolucionat segons el següent gràfic:
Habitants censats

### Habitatges
El 2007 hi havia 120 habitatges, 75 eren l'habitatge principal de la família, 37 eren segones residències i 8 estaven desocupats. 118 eren cases i 2 eren apartaments. Dels 75 habitatges principals, 68 estaven ocupats pels seus propietaris i 7 estaven llogats i ocupats pels llogaters; 6 tenien dues cambres, 19 en tenien tres, 21 en tenien quatre i 30 en tenien cinc o més. 56 habitatges disposaven pel capbaix d'una plaça de pàrquing. A 39 habitatges hi havia un automòbil i a 34 n'hi havia dos o més.

### Piràmide de població
La piràmide de població per edats i sexe el 2009 era:
| Homes | Edats   | Dones |
| ----- | ------- | ----- |
| 0     | 95 o +  | 0     |
| 4     | 90 a 94 | 0     |
| 0     | 85 a 89 | 4     |
| 0     | 80 a 84 | 0     |
| 0     | 75 a 79 | 8     |
| 4     | 70 a 74 | 4     |
| 0     | 65 a 69 | 0     |
| 12    | 60 a 64 | 8     |
| 0     | 55 a 59 | 0     |
| 16    | 50 a 54 | 4     |
| 4     | 45 a 49 | 4     |
| 8     | 40 a 44 | 4     |
| 8     | 35 a 39 | 12    |
| 8     | 30 a 34 | 4     |
| 8     | 25 a 29 | 0     |
| 0     | 20 a 24 | 4     |
| 4     | 15 a 19 | 0     |
| 12    | 10 a 14 | 8     |
| 12    | 5 a 9   | 4     |
| 8     | 0 a 4   | 0     |

## Economia
El 2007 la població en edat de treballar era de 116 persones, 84 eren actives i 32 eren inactives. De les 84 persones actives 81 estaven ocupades (41 homes i 40 dones) i 3 estaven aturades (3 homes). De les 32 persones inactives 9 estaven jubilades, 11 estaven estudiant i 12 estaven classificades com a «altres inactius».

### Ingressos
El 2009 a Saint-Marc-du-Cor hi havia 81 unitats fiscals que integraven 192,5 persones, la mediana anual d'ingressos fiscals per persona era de 15.578 €.

### Activitats econòmiques
Dels 3 establiments que hi havia el 2007, 1 era d'una empresa extractiva, 1 d'una empresa de construcció i 1 d'una empresa classificada com a «altres activitats de serveis».
Dels 2 establiments de servei als particulars que hi havia el 2009, 1 era un paleta i 1 perruqueria.
L'any 2000 a Saint-Marc-du-Cor hi havia 14 explotacions agrícoles.

## Poblacions properes
El següent diagrama mostra les poblacions més properes.